# Mhlume United FC
Der Mhlume United Football Club war ein Fußballverein aus Mhlume, Eswatini.

## Geschichte
Der Verein wurde Anfang der 1990er Jahre gegründet, als der Mhlume Peacemakers FC und der Mhlume FC fusionierten. Größter Erfolg des Klubs war 2000 der Sieg im Swazi Cup. Damit qualifizierte er sich für den afrikanischen Wettbewerb, schied aber bereits in der ersten Spielrunde aus. 2005 fusionierte der Verein mit dem Simunye FC zum RSSC United FC.

## Erfolge
- Swazi Cup (1): 2000

## Statistik in den CAF-Wettbewerben
| Wettbewerb                    | Runde         | Gegner                | Hinspiel | Rückspiel |  |
| ----------------------------- | ------------- | --------------------- | -------- | --------- |  |
|                               |               |                       |          |           |  |
| African Cup Winners’ Cup 2001 | Qualifikation | Mogoditshane Fighters | 0:3 (H)  | 0:0 (A)   |  |